# Jorge Valdez
Jorge Valdez est un footballeur paraguayen né le 14 juillet 1974.

## Carrière
- 1996 : Club Olimpia  Paraguay
- 1997 : Club Olimpia  Paraguay
- 1998 : Club Olimpia  Paraguay
- 1999 : Club Olimpia  Paraguay
- 2000 : Club Olimpia  Paraguay
- 2001 : Club Olimpia  Paraguay
- 2001 : Club Sol de América  Paraguay
- 2002 : 12 de Octubre FC  Paraguay
- 2003 : CA Central Norte Salta  Argentine
- 2003 : Sportivo Luqueño  Paraguay
- 2004 :
- 2005 : General Caballero  Paraguay
- 2006 : Club 2 de Mayo  Paraguay
- 2007 : CA 3 de Febrero  Paraguay

## Sélections
- ? sélections et ? buts avec le  Paraguay en 1999.